# Haynes Church End
Haynes Church End, est un hameau anglais de l'autorité unitaire du Central Bedfordshire, dans le comté de Bedfordshire. Le hameau abrite l'église St Mary's remontant au XIIe siècle, en grande partie restauré et remanié au XIXe siècle.